# デリー・シティ・アンド・ストラバン
座標: 北緯54度55分37秒 西経7度25分26秒 / 北緯54.927度 西経7.424度
デリー・シティ・アンド・ストラバン(英語：Derry City and Strabane)は、イギリスの北アイルランド北西部の行政区。
中心都市はロンドンデリー。
2015年の人口は14万9473人、面積は1237.41km2、人口密度は120.8人/km2。
2015年4月1日に、デリー地区とストラバン地区が合併して設置された。

## 人口
- 1991年6月30日：13万3800人
- 2001年6月30日：14万3800人
- 2011年6月30日：14万8191人
- 2015年6月30日：14万9473人

## 隣接行政区
- 北：フォイル湖（英語版）
- 北東：コーズウェー・コースト・アンド・グランス
- 東：ミッド・アルスター
- 南：ファーマナ・アンド・オマー
- 西：ドニゴール県

## 交通

### 鉄道
- ロンドンデリー駅（英語版）